# Мисс Вселенная 2005
Мисс Вселенная 2005 (англ. Miss Universe 2005) — 54-й ежегодный конкурс красоты Мисс Вселенная, который выиграла Наталья Глебова, Канада. Он прошёл 31 мая 2005 в Impact, Muang Thong Thani в Бангкоке, Таиланд. 81 участница боролась за этот титул, который перешёл от предыдущей победительницы из Австралии Дженнифер Хоукинс.
По завершении окончательного конкурса, Мисс Вселенная Канады, Наталья Глебова была коронована титулом Мисс Вселенная 2005 покидающей свой пост Дженнифер Хоукинс. Она стала второй канадкой, выигравшей титул, после Карен Дайан Болдуин, ставшей «Мисс Вселенная 1982».
В Топ-15 преобладали участницы из Америки и Карибского бассейна, и Топ-5 состояла исключительно из женщин из этих регионов.

## Принимающий город
Таиланд обнародовал заявку на проведение конкурса 10 июля 2004 года в ходе визита в страну Дженнифер Хоукинс, Мисс Вселенная 2004. В то же время Чили, Китай и Греция также рассматривались как страны проведения конкурса. Через месяц было объявлено, что Бангкок, Таиланд был неофициально избран для проведения конкурса Стоимость мероприятия составила 6 миллионов долларов, которые были выделены правительством Таиланда с целью развития туризма. В октябре предложение столкнулось с трудностями, когда правительство Таиланда не спешило предоставлять обещанные средства,
премьер-министр Таксин Чинават принял личное участие, чтобы убедиться, что планы не были сорваны..
В феврале 2005 года, когда правительство Таиланда подтвердило планы насчёт конкурса, заместитель премьер-министра опровергал утверждения, что это мероприятие будет проведено в Као Лак, курортном городе, разрушенном в результате цунами в Индийском океане в 2004, но подтвердил, что южная часть Таиланда проведет подготовку до финальных соревнований.
Это второй конкурс, прошедший в Бангкоке. Предыдущий был Мисс Вселенная 1992, на котором победила Мишель Мак Леан из Намибии.

## Результаты

### Места
| Финальные результаты | Участница |
| -------------------- | --- |
| Мисс Вселенная 2005  | - Канада — Наталья Глебова |
| 1 Вице-Мисс          | - Пуэрто-Рико — Синтия Олаваррия |
| 2 Вице-Мисс          | - Доминиканская Республика — Рената Сон |
| 3 Вице-Мисс          | - Мексика — Лаура Элисондо |
| 4 Вице-Мисс          | - Венесуэла — Моника Спир |
| Toп 10               | - Перу — Дебора Сулка - Латвия — Ева Кокоревича - Швейцария — Фиона Хефти - США — Челси Кули - Израиль — Елена Ральф                                      |
| Toп 15               | - Греция — Эвангелина Эравани - ЮАР — Клаудия Хенкель - Норвегия — Хелена Трасавик - Тринидад и Тобаго — Магдалена Уолкотт - Индонезия — Артика Сари Деви |

### Специальные награды
| Премия                     | Участница                                |
| -------------------------- | ---------------------------------------- |
| Мисс Конгениальность       | - Виргинские Острова (США) — Триша Хомер |
| Мисс Фотогеничность        | - Филиппины — Джионна Кабрера            |
| Лучший национальный костюм | - Таиланд — Чананпорн Росьян             |

## Участницы
| Страна                          | Фото | Участница                                  | Возраст    | Рост | Родной город     |
| ------------------------------- | ---- | ------------------------------------------ | ---------- | ---- | ---------------- |
| Австралия                       |      | Мишель Гай (Michelle Guy)                  |            |      |                  |
| Албания                         |      | Агнеса Вусай (Agnesa Vuthaj)               |            |      |                  |
| Американские Виргинские острова |      | Триша Хомер (Tricia Homer)                 |            |      |                  |
| Ангола                          |      | Жинилде Жозиас (Zenilde Josias)            |            |      |                  |
| Антигуа и Барбуда               |      | Шермен Джереми (Shermain Jeremy)           |            |      |                  |
| Аруба                           |      | Луисана Сисилия (Luisana Cicilia)          |            |      |                  |
| Багамские острова               |      | Дения Никсон (Denia Nixon)                 |            |      |                  |
| Барбадос                        |      | Нада Ервуд (Nada Yearwood)                 |            |      |                  |
| Белиз                           |      | Андреа Эрлингтон (Andrea Elrington)        |            |      |                  |
| Бельгия                         |      | Дебби де Ваэль (Debby De Waele)            |            |      |                  |
| Болгария                        |      | Галина Ганчева (Galina Gancheva)           |            |      |                  |
| Боливия                         |      | Андреа Абудинен (Andrea Abudinen)          |            |      |                  |
| Бразилия                        |      | Карина Бедучи (Carina Beduschi)            |            |      |                  |
| Великобритания                  |      | Брук Джонстон (Brooke Johnston)            |            |      |                  |
| Венгрия                         |      | Сандра Прокса (Szandra Proksa)             |            |      |                  |
| Венесуэла                       |      | Моника Спир (Mónica Spear)                 |            |      |                  |
| Вьетнам                         |      | Пам Ту Ханг (Phạm Thu Hằng)                |            |      |                  |
| Гайана                          |      | Кандис Франклин (Candisie Franklin)        |            |      |                  |
| Гватемала                       |      | Аида Эстрада (Aida Karina Estrada)         |            |      |                  |
| Германия                        |      | Асли Байрам (Aslı Bayram)                  |            |      |                  |
| Греция                          |      | Эвангелина Аравани (Evangelia Aravani)     |            |      |                  |
| Грузия                          |      | Русудан Бочоидзе (Rusudan Bochoidze)       |            |      |                  |
| Дания                           |      | Гитте Ханспал (Gitte Hanspal)              |            |      |                  |
| Доминиканская республика        |      | Рената Сонье (Renata Soñé)                 |            |      |                  |
| Египет                          |      | Мериам Джордж (Meriam George)              |            |      |                  |
| Замбия                          |      | Синтия Канема (Cynthia Kanema)             |            |      |                  |
| Израиль                         |      | Елена Ральф (Elena Ralph)                  |            |      |                  |
| Индия                           |      | Амрита Тхапар (Amrita Thapar)              |            |      |                  |
| Индонезия                       |      | Артика Сари Деви (Artika Sari Devi)        |            |      |                  |
| Ирландия                        |      | Мэри Гормли (Mary Gormley)                 |            |      |                  |
| Испания                         |      | Вероника Идальго (Verónica Hidalgo)        |            |      |                  |
| Италия                          |      | Мария Франквилле (Maria Teresa Francville) |            |      |                  |
| Канада                          |      | Наталья Глебова (Natalie Glebova)          | 11.11.1981 |      | Туапсе           |
| Кения                           |      | Рейчел Марет (Rachel Marete)               |            |      |                  |
| Кипр                            |      | Елена Хаджидеметру (Elena Hadjidemetriou)  |            |      |                  |
| Китай                           |      | Tao Siyuan (Tao Siyuan)                    |            |      |                  |
| Колумбия                        |      | Адриана Таруд (Adriana Tarud)              |            |      |                  |
| Коста-Рика                      |      | Джоанна Фернандес (Johanna Fernández)      |            |      |                  |
| Латвия                          |      | Ева Кокоревича (Ieva Kokoreviča)           |            |      |                  |
| Ливан                           |      | Надин Нджейм (Nadine Njeim)                |            |      |                  |
| Маврикий                        |      | Магали Анту (Magalie Antoo)                |            |      |                  |
| Малайзия                        |      | Анджела Ган (Angela Gan)                   |            |      |                  |
| Мексика                         |      | Лаура Элисондо (Laura Elizondo)            |            |      |                  |
| Намибия                         |      | Адель Бассон (Adele Basson)                |            |      |                  |
| Нигерия                         |      | Розелин Амусу (Roseline Amusu)             |            |      |                  |
| Нидерланды                      |      | Шарита Сопакуа (Sharita Sopacua)           |            |      |                  |
| Никарагуа                       |      | Даниэла Клерк (Daniela Clerk)              |            |      |                  |
| Норвегия                        |      | Элен Трасавик (Helene Tråsavik)            |            |      |                  |
| Панама                          |      | Роза Эрнандес (Rosa María Hernández)       |            |      |                  |
| Парагвай                        |      | Карина Буттнер (Karina Buttner)            |            |      |                  |
| Перу                            |      | Дебора Сулка (Débora Sulca)                |            |      |                  |
| Польша                          |      | Марта Коссаковска (Marta Kossakowska)      |            |      |                  |
| Пуэрто-Рико                     |      | Синтия Олавария (Cynthia Olavarría)        |            |      |                  |
| Россия                          |      | Наталья Николаева (Natalia Nikolayeva)     |            |      |                  |
| Сальвадор                       |      | Ирма Димас (Irma Dimas)                    |            |      |                  |
| Сербия и Черногория             |      | Хелена Мандич (Jelena Mandić)              |            |      |                  |
| Сингапур                        |      | Шерил Тэй (Cheryl Tay)                     |            |      |                  |
| Словакия                        |      | Микаэла Дренкова (Michaela Drencková)      |            |      |                  |
| Словения                        |      | Далила Драгожевич (Dalila Dragojevič)      |            |      |                  |
| Таиланд                         |      | Шананпорн Росджан (Chananporn Rosjan)      |            |      |                  |
| Тринидад и Тобаго               |      | Магдалена Уолкотт (Magdalene Walcott)      |            |      |                  |
| Турция                          |      | Дилек Аксой (Dilek Aksoy)                  |            |      |                  |
| Украина                         |      | Юлия Чернышова (Juliya Chernyshova)        |            |      |                  |
| Уругвай                         |      | Вивиана Арена (Viviana Arena)              |            |      |                  |
| Финляндия                       |      | Ханна Ек (Hanna Ek)                        |            |      |                  |
| Франция                         |      | Синди Фабр (Cindy Fabre)                   | 26.9.1985  | 178  | Кон-Кур-сюр-Луар |
| Хорватия                        |      | Елена Глишич (Jelena Glišić)               |            |      |                  |
| Чехия                           |      | Катерина Смекалова (Kateřina Smejkalová)   |            |      |                  |
| Чили                            |      | Рената Руис (Renata Ruiz)                  |            |      |                  |
| Швейцария                       |      | Фиона Хефти (Fiona Hefti)                  |            |      |                  |
| Шри-Ланка                       |      | Розанна Диаш (Rozanne Diasz)               |            |      |                  |
| Эфиопия                         |      | Атетегеб Тесфай (Atetegeb Tesfaye)         |            |      |                  |
| ЮАР                             |      | Клаудия Хенкель (Claudia Henkel)           |            |      |                  |
| Южная Корея                     |      | Ким Со-Янг (Kim So-young)                  |            |      |                  |
| Ямайка                          |      | Ракел Райт (Raquel Wright)                 |            |      |                  |
| Япония                          |      | Юкари Кузуа (Yukari Kuzuya)                |            |      |                  |

## Рекорды
- В Top-15 вошли Пуэрто-Рико, Мексика, Швейцария, США, Норвегия и Тринидад и Тобаго, который входил в Top-15 в прошлом году.
- А также дебютировал в этом году, Латвия вошла в полуфинал (и финал) в первый раз. Латвия в конечном счете получила седьмое место.
- Индонезия вышла в полуфинал в первый раз, из всех азиатских стран, оказалась в Top 15 и стала 15-й в целом, это второй год после того, как в Мисс Вселенная 1990 была единственная азиатская страна, вошедшая в Top 15.
- Мексика получила наивысшее место после своей участницы Лупиты Джонс, которая выиграла титул в 1991 году.
- Греция, Доминиканская Республика, Канада, Перу в последний раз участвовали в 2003 году.
- Венесуэла вышла в полуфинал после провала в 2004 году.

## Подробнее об участницах
- Шарлита Миллингтон  (Британские Виргинские острова), Яна Кувайтцева (Эстония) и Шиверн Петерс (Сент-Винсент и Гренадины) ожидалось, что они будут участвовать в конкурсе, но они не появились. Питерс позже участвовала в Мисс Вселенная 2006 в Лос-Анджелесе на следующий год.
- Луизана Сисилия (Аруба), Асли Байрам (Германия), Роселин Амусу (Нигерия) и Магдален Уолкотт (Тринидад и Тобаго) не были выбраны на официальном конкурсе в своей стране, они их заменили.
- Следующие страны вернулись после нескольких лет отсутствия: Великобритания (в прошлом участвовала в 2000 году), Виргинские острова (в прошлом участвовала в 2002), Шри-Ланка (в прошлом участвовала в 1996), Индонезия (в прошлом участвовала в 1996), Замбия (в прошлом участвовала в 1999), Намибия (в прошлом участвовала в 2003), и Албания (в прошлом участвовала в 2003 году).
- Впервые в истории конкурса Швеция не направила свою участницу на Мисс Вселенная, хотя и вернулась в 2006 году на конкурс
- Брук Джонстон  (Великобритания) участвовала в Мисс Земля 2003.
- Черил Анкрах — изначально была Мисс Тринидад и Тобаго, но была лишена титула, после того как она была обвинена в невыполнении своих обязанностей и лишнего веса.[8] Хотя Анкра первоначально получила судебный запрет участвовать, в новом конкурсе, судья это отменил, что и она второй раз участвовала в конкурсе Мисс Тринидад и Тобаго .[8] победительницей второго конкурса, который представлял Тринидад и Тобаго на Мисс Вселенная, стала Магдалина Уолкотт. Уолкотт была ранее в полуфинале на 53-м конкурсе «Мисс Мира» в Китае.
- Ричавиана Кофи, (Кюрасао) была ранее «Мисс Интерконтиненталь-2002».
- Рената Руис, (Чили), была первой занявшей второе место на Elite Model Look International 2001, где она участвовала с Дайаной Мендосой, Мисс Вселенная 2008.
- Гитте Ханспал, Мисс Дания, получила титул Мисс Скандинавия 2005 года.
- Элен Трасавик, (Норвегия), по матери Udonthani родом из Таиланда.
- Синди Фабр (Франция) и Элен Трасавик (Норвегия) затем участвовали в Мисс Мира 2005, но не получили призовых мест.